# Monte Natib
Il monte Natib è uno stratovulcano quiescente che si eleva per 1 253 metri e si distende per 26 chilometri di diametro nella parte settentrionale delle Filippine, nella regione del Luzon Centrale, nella provincia di Bataan nella linea tettonica del Western Bataan.
Non si conoscono eruzioni avvenute in epoca storica e si suppone che le ultime attività risalgano a più di diecimila anni fa.

## Parco nazionale di Bataan
L'area del vulcano e i territori limitrofi delle municipalità di Hermosa, Orani, Samal, Abucay, Balanga, Pilar, e la intera municipalità di Subic nella provincia di Zambales sono stati elevati allo stato di area protetta con atto della Repubblica del 1945 firmato dall'allora Presidente delle Filippine Sergio Osmeña